# Ammophilomima nubilipennis
Ammophilomima nubilipennis är en tvåvingeart som beskrevs av Frey 1937. Ammophilomima nubilipennis ingår i släktet Ammophilomima och familjen rovflugor.
Artens utbredningsområde är Filippinerna. Inga underarter finns listade i Catalogue of Life.